# Tá Brincando?
Tá Brincando foi um programa brasileiro produzido pela TV Globo e exibido aos sábados, apresentado por Otaviano Costa, substituindo a primeira temporada de SóTocaTop. O programa recebia convidados que participavam de um game show com provas de conhecimentos gerais e de habilidades que envolvem esporte e música. O programa era baseado no game show estadunidense Pros vs. Joes. A primeira temporada estreou em 5 de janeiro e terminou em 16 de março de 2019 com 9 episódios, durante as férias do SóTocaTop, na época sábatica do programa de Angélica. 
No dia 26 de janeiro, o programa não foi exibido devido a uma edição especial do Jornal Hoje, que realizou uma cobertura especial sobre a tragédia em Brumadinho (MG), o que também forçou o cancelamento de Sai de Baixo e/ou os programas das emissoras locais. O quarto episódio, que deveria ter sido exibido neste dia, foi postergado para o dia 2 de fevereiro. O programa também não foi exibido no dia 2 de março por conta do sábado de carnaval, sendo substituído pela exibição especial da Sessão de Sábado. O oitavo episódio foi remarcado para ser exibido em 9 de março. 
O programa até então havia sido renovado para uma segunda temporada, com estreia para o próximo semestre, mas teve as gravações canceladas devido as indefinições da Globo sobre futuras atrações, cancelando grande parte delas. Isso acabou culminando na não-renovação de contrato do apresentador titular e no fim da atração.

## Antecedentes
Em 28 de abril de 2018, foi ao ar o último Estrelas, que teve a sua produção cancelada por conta das mudanças no formato de programação aos sábados, que agora passaram a ser por programas com temporadas, semelhante à grade de domingo da Rede Globo. Além disso, o programa já estava com o formato desgastado e com constante queda de audiência. A apresentadora Angélica foi deslocada para um novo programa ainda em produção, com previsão de estreia para 2019.
A partir de 5 de maio, o horário do Estrelas passou a ficar vago e a emissora estreou o especial As Matrioskas, apresentado pela repórter esportiva Glenda Kozlowski como um esquenta para a Copa do Mundo FIFA 2018. Ficou ao ar até o dia 9 de junho. Em 14 de julho, estreou a primeira temporada do programa SóTocaTop, apresentado por Fernanda Souza e Luan Santana, sendo essa uma co-produção com o canal de TV por assinatura Multishow, ocupando a grade de sábados da Globo. A primeira temporada ficou no ar até o dia 29 de dezembro.
Em 16 de julho, o ator Otaviano Costa deixou o comando do Vídeo Show após cinco anos à frente do programa para se dedicar a um novo projeto na emissora, que até então tinha previsão de estreia para novembro de 2018, mas, por conta da boa audiência do SóTocaTop e o bom desempenho de seus apresentadores, o programa foi adiado para janeiro de 2019.

## O Programa
Trata-se de um programa com diversão, emoção e inspiração para todas as idades, valorizando a competição, grandes histórias e atrações nacionais e internacionais.
No game, dois participantes de 20 a 35 anos encaram três desafios contra um time de masters, pessoas acima de 60 anos especialistas nas suas áreas, que são as mais variadas possíveis, passando pelo esporte, pela música e por conhecimentos gerais.
Essa competição vale dinheiro: a cada prova vencida contra um master, a dupla de desafiantes ganha R$ 5 mil. Isso significa que a premiação total pode chegar a até R$ 15 mil por episódio.
Além do game, o palco abre espaço para um grande show de talentos com atrações nacionais e internacionais de todas as idades. Otaviano também emociona o Brasil dando a oportunidade a algumas pessoas de reviverem momentos especiais do passado em homenagens surpresas.
Otaviano também tem as suas aventuras. Ele fica com a adrenalina lá no alto encarando desafios ao lado de convidados que levam uma vida aparentemente tranquila, mas que têm atividades impressionantes como hobby.

## Os Masters
Os Masters são pessoas que possuem o talento consolidado, seja pela música ou pelo esporte que participam de uma divertida competição com os participantes jovens.
| Master               | Carreira             |
| -------------------- | -------------------- |
| Adélia Almeida       | Jogadora de dardos   |
| Artur Xexéo          | Jornalista           |
| Bernard Rajzman      | Jogador de Vôlei     |
| Biriba               | mesatenista          |
| Edinho               | Jogador de Futebol   |
| Emiko Takatatsu      | Mesatenista          |
| Gislaine Castro      | Atleta de Crossfit   |
| Hedla Lopes          | Triatleta            |
| Hortência Marcari    | Jogadora de Basquete |
| Marcel               | Jogador de basquete  |
| Max Pierre           | Produtor             |
| Patrícia Medrado     | Tenista              |
| Reginaldo Leme       | Jornalista           |
| Roberto Carvalho     | Fisiculturista       |
| Rui Chapéu           | Jogador de sinuca    |
| Sidney Magal         | Cantor               |
| Servílio de Oliveira | Lutador de Boxe      |
| Waldemar Trombetta   | Atleta de Remo       |

## Repercussão
Segundo o site Observatório da Televisão, Otaviano estreou bem no programa, porém pecou muito ao se exaltar nas provas com gritos demonstrando ao público uma emoção que não era vista no programa, chegando a se tornar irritante. Além disso, as provas foram divertidas, porém faltou ritmo. Mas, de acordo com a crítica "Otaviano Costa não é um grande apresentador, mas é competente segurando um microfone. A experiência acumulada em anos na telinha lhe deu uma segurança evidente, que se percebe no domínio de palco e na maneira como ele se dirige ao público. Assim, o que falta a ele, neste novo programa, é definir melhor o seu papel e o seu espaço dentro do formato. Mas nada que não possa ser ajustado no decorrer da temporada, conforme ele for ficando mais familiarizado com a dinâmica da atração." Ademais, nas redes sociais os gritos do apresentador também foram percebidos, fazendo também comparações aos apresentadores da própria casa como o Faustão, a atriz Taís Araújo. o apresentador do SBT, Celso Portiolli, o ex apresentador da Rede Bandeirantes, Gilberto Barros a como se fazer um programa sem precisar se exaltar. Outros até mesmo se perguntaram se a televisão da residência estava alta demais
Já o crítico do blog UOL Vê TV, Maurício Stycer: "“Tá Brincando” tem mais a oferecer do que a simpatia de Otaviano Costa", além disso o crítico achou legal a ideia do programa adaptado de um formato estrangeiro, mas que ainda falta muito para contribuir para o entretenimento. Também foi possível perceber o excesso de texto com pouca margem de manobra, além de ser perceptível uma falsa empolgação com os gritos do ator. Destacou que o melhor momento do programa ficou para o final, quando saltou de paraquedas com o médico Luiz Schirmer, de 80 anos, que acumula mais de 3.800 saltos. Portanto, foram viáveis as críticas ao excesso de foco que fez com que a proposta do programa ficasse em segundo plano e que a atração é generosa e arriscada ao colocar no centro do palco, participantes idosos e também pode abrir uma janela nova na TV aberta "se conseguir ir além da mera curiosidade sobre a vitalidade dos sessentões e setentões convidados e for capaz de mostrar algo, de fato, inspirador. O que conseguiu, diga-se, ao apresentar o médico paraquedista".

### Audiência
Em sua estréia, o programa registrou 12 pontos na Grande São Paulo e no Rio de Janeiro, elevando em 1 e 2 pontos a média com relação ao programa antecessor. O segundo episódio apresentou queda de audiência, chegando aos 10 pontos.  O quarto episódio registrou apenas 9 pontos.  O ultimo episódio da primeira e única temporada teve 10 pontos. Apesar de iniciar e permanecer em 2° lugar por alguns minutos devido a alta audiência da estreia do Programa da Maisa, a atração rapidamente elevou os índices e com o começo do Programa Raul Gil voltou para o 1° lugar.